# Sophia (robot)

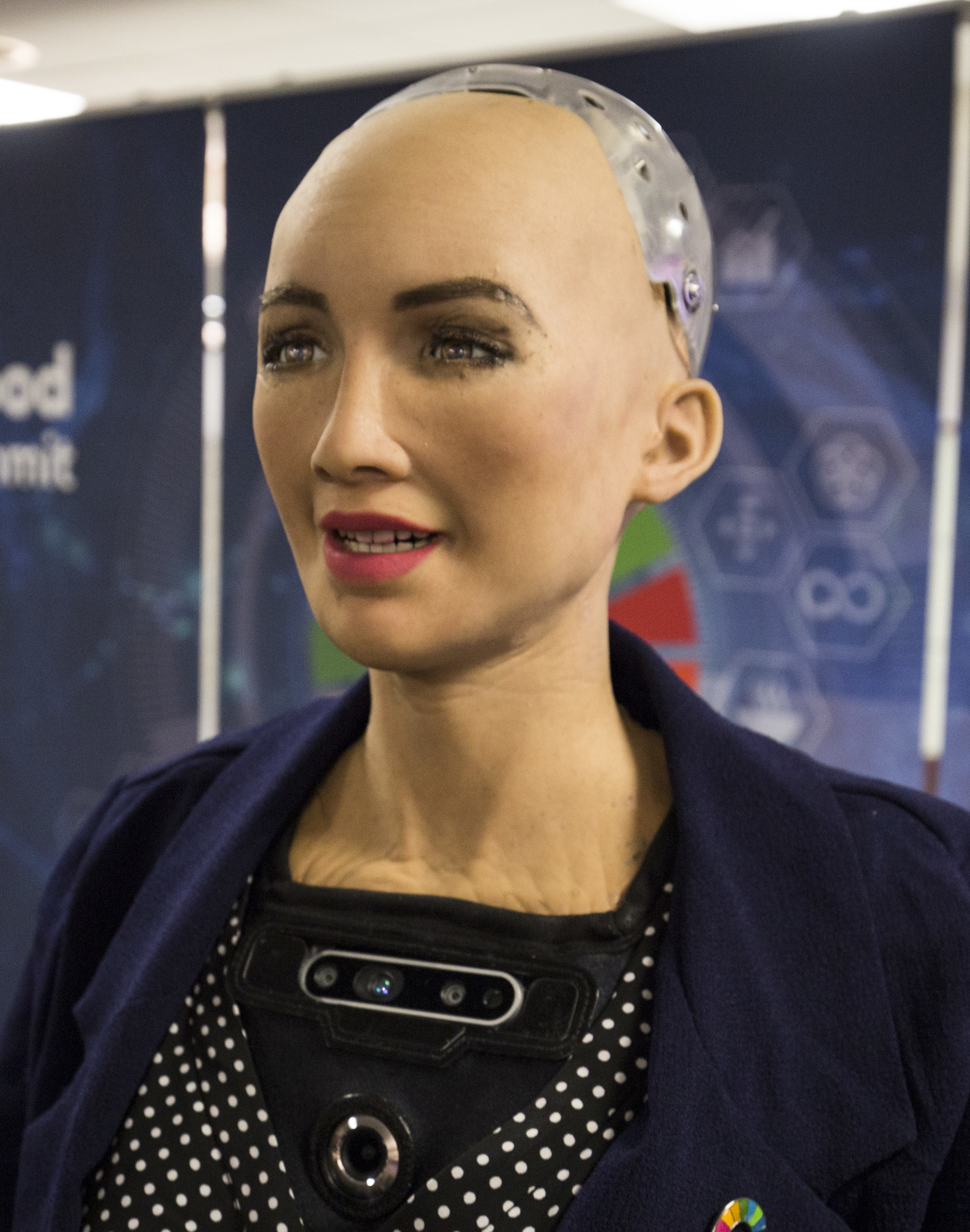
Sophia, parlant a la Cimera Global d'IA (Intel·ligència Artificial) pel BÉ, Unió Internacional de Telecomunicacions, Ginebra, 2018.

Sophia és un robot humanoide desenvolupat per l’empresa Hanson Robotics, amb seu a Hong Kong. Se li ha assignat un gènere femení. Ha estat dissenyada per aprendre i adaptar-se al comportament humà i treballar amb humans, i ha estat entrevistada a tot el món.
Segons explica ella mateixa, Sophia va ser activada el 19 d'abril de 2015. No obstant això, el seu desenvolupament va durar uns 30 anys.
L'octubre de 2017 el govern de l'Aràbia Saudita li va concedir la ciutadania del país i la va nomenar ambaixadora cultural. Sophia és el primer robot al que se li assigna alguna mena de drets fins ara exclusius dels humans.

## Característiques
La seva aparença s'inspira en l'actriu Audrey Hepburn, i té un comportament similar a l'humà, a diferència d'exemplars robòtics anteriors. Segons el fabricant, David Hanson, Sophia té intel·ligència artificial (IA), processament de dades visuals i reconeixement facial. Sophia també imita gestos i expressions facials humans i és capaç de contestar certes preguntes i tenir converses senzilles en tòpics predefinits, com ara el temps que fa. El robot usa tecnologia de reconeixement de veu d'Alphabet Inc, companyia matriu de Google, i està dissenyada amb capacitat d'aprenentatge. El programari d'intel·ligència de Sophia està dissenyat per SingularityNET. El seu programari de IA analitza converses i extreu dades que li permet millorar les seves respostes amb el temps. És conceptualment similar al programa d'ordinador ELIZA, el qual va ser un dels primers intents de reproduir una conversa humana.
Hanson va dissenyar Sophia amb l'objectiu d'esdevenir una companya adequada i funcionalment útil per a ancians a residències de gent gran, o per fer feines d'hoste i guia en esdeveniments multitudinaris o parcs d'atraccions. S'espera que pugui acabar interaccionant amb humans de manera que millorin les seves habilitats socials.

## Software

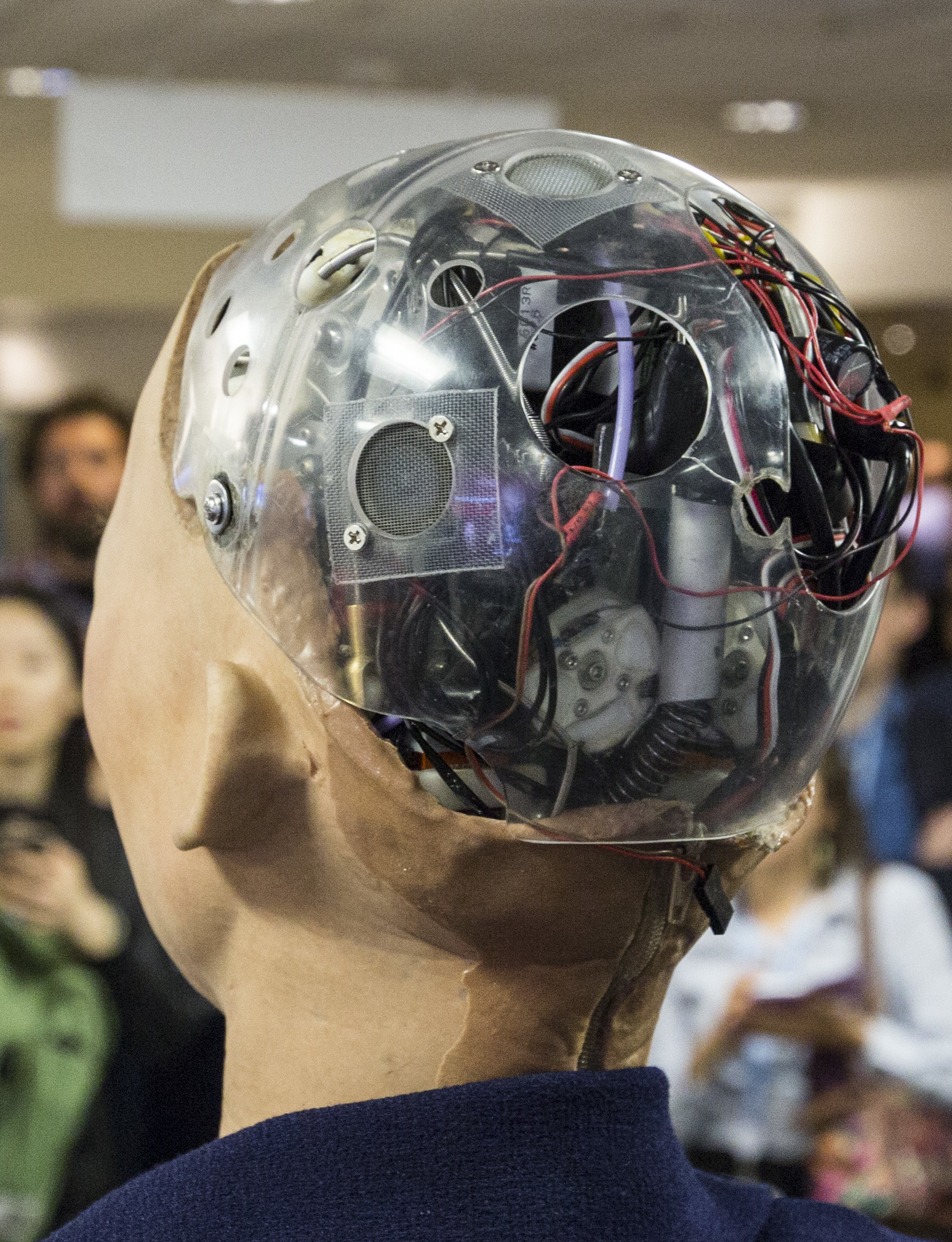
Vista del sistema informàtic del crani de Sophia

Sophia usa un software d'intel·ligència artificial que li permet mantenir un contacte visual amb persones, de les quals pot retenir informació i, fins i tot, reconèixer les seves cares, a més de poder repriduir alguns trets de la personalitat humana, com ara mantenir una conversació, explicar acudits, etc.
Ben Goertzel, cientific creador del sistema del robot, va emprar diferents tecnologies per tal que Sophia es pogués apropar al màxim al pensament humà. Va programar un software que permet desenvolupar diverses funcions necessàries per a la seva activitat. Principalment, el software fa cerques d'informació perquè Sophia les pugui comunicar com a resposta a les preguntes que se li facin, o per poder explicar les circumstàncies que l'envolten. Aquest software té com a sortida un sistema de veu amb el que Sophia es comunica. Aquest element va lligat amb les seves expressions facials, les quals estan relacionades amb els trets del text que digui Sophia. El software analitza tot el que sent per poder cercar informació per generar la millor resposta possible. Tota aquesta recollida d'informació es manté en un MindCloud, de manera que es pot fer una anàlisi de l'evolució de la intel·ligència del robot a mesura que va interactuant amb la societat. Una de les característiques de Sophia és la capacitat que té a l'hora de fer preguntes als humans, ja que és la seva via d'aprendre d'ells. A l'hora de respondre, però, si no se sap la pregunta, té la capacitat d'improvisar la resposta, i normalment el que diu és lògic i argumentat.
Com diu Ben Goertzel, tot i semblar que tingui un pensament propi, Sophia diu frases però no comprèn el que diu. Tot i així, David Hanson afirma que, fins ara, és el robot que més creativitat, empatia i compassió té de tots els que ha creat.

## Esdeveniments

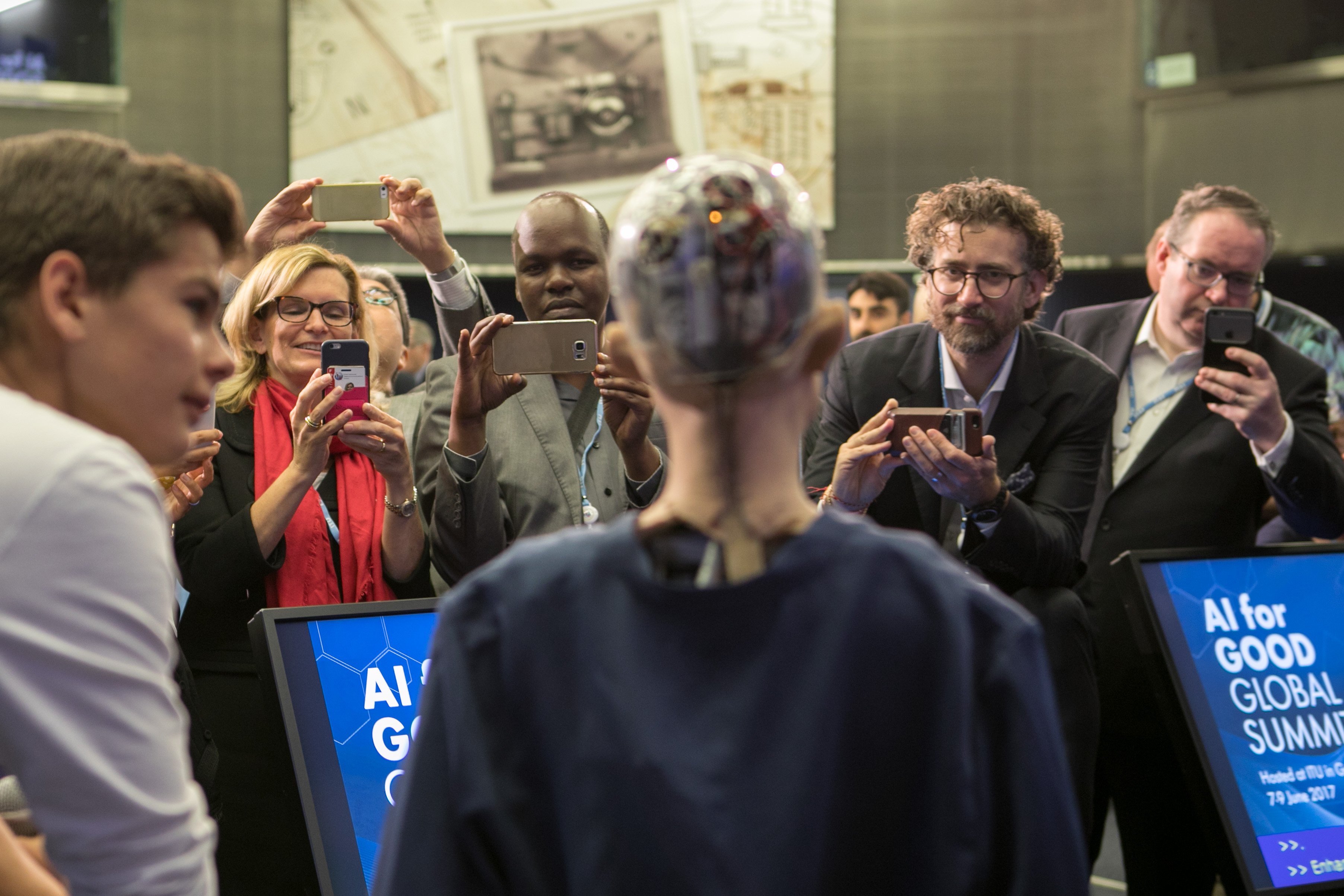
Sophia parlant al públic el 2017

Sophia ha estat entrevistada de la mateixa forma que un humà, en conversa amb un interlocutor. Algunes respostes han tingut poc sentit, mentre que unes altres han estat impressionants, com les llargues discussions amb Charlie Rose en 60 Minuts. En una peça per CNBC, quan l'entrevistador va expressar preocupacions sobre el comportament dels robots, Sophia bromeja que l'entrevistador "ha estat llegint massa Elon Musk, i mirant massa pel·lícules de Hollywood". Elon Musk va piular que Sophia podria veure El Padrí i suggerir "què és el pitjor que podria passar?"
L'11 d'octubre de 2017, Sophia va ser presentada a les Nacions Unides amb una breu conversa amb la seva sotsecretària general, Amina J. Mohammed. El 25 d'octubre, a la Cimera d'Inversió Futura a Riad, li va ser concedida la ciutadania saudita, convertint-se així en el primer robot a tenir una nacionalitat. Això va provocar controvèrsia entre els experts que es van preguntar si això implicaria que Sophia podria votar o casar-se, o si una desconnexió deliberada del sistema podria ser considerada assassinat. Usuaris de mitjans de comunicació socials, van utilitzar la ciutadania de Sophia per criticar el registre de drets humans de l'Aràbia Saudita.
El febrer del 2018, el robot Sophia va participar en el Congrés Mundial de Tecnologia de la Informació (CMTI) que es va celebrar a Hyderabad, al sud de l'Índia. Al CMTI es van discutir tecnologies com la intel·ligència artificial i el big data i Sophia en va ser testimoni entre líders empresarials de tot el món.
El març del 2018 Sophia va tenir una cita a les illes Caimán amb l'actor Will Smith. El vídeo sencer de l'entrevista està penjat a Youtube i s'ha fet viral per les respostes que dona el robot. Al llarg de la trobada, Will Smith intenta entaular una conversa i bromejar amb Sophia, la qual sembla que no capta el sentit de l'humor de l'actor. Un moment rellevant de la cita és quan Smith intenta fer-li un petó i Sophia respon dient-li que és millor que segueixin com amics, que es vagin coneixent i que l'ha inclòs a la seva llista d'amics, mentre li pica l'ullet Al llarg de l'entrevista es veuen diferents expressions facials de la robot que volen mostrar diferents sentiments. Sophia té una llista de més de 60 expressions facials.
Aquell mateix mes també va protagonitzar la portada de la revista Cosmopolitan a l'Índia. Aquesta, però, no era la primera en la que apareixia, doncs l'any 2017 també va sortir a la portada d'Elle, a Brasil. Més endavant, també es va presentar a la Setmana de la moda a Nova York.
L'abril del 2018, el mateix governador de Jalisco, Aristóteles Sandoval, va anunciar la participació del robot Sophia a l'acte de tecnologia més gran de Mèxic, el Jalisco Talent Land. En aquest esdeveniment es van reunir més de 350 joves mexicans participant en curses de drons, reunions de programadors... Va ser la seva primera conferència en aquesta regió. La seva presència ha creat enrenou, però sobretot una profunda curiositat sobre com seria el futur si aquest tipus de robots entrés en contacte amb el dia a dia dels humans.
És un robot que ha tingut la possibilitat d'estar en contacte amb grans celebritats com Jimmy Fallon. Va anar al seu programa de The Tonight Show Starring Jimmy Fallon per demostrar el que havia après des de l'última vegada que va estar al seu programa. Va presentar-se amb una veu nova i li va preguntar a Fallon si volia fer un karaoke amb ella. Va escollir la cançó de "Say Something" de A Great Big World, amb Christina Aguilera. Al moment, Sophia es va descarregar la cançó i ja va estar preparada per començar. Van crear el primer duet humà-robot de la història de l'espectacle.
Un altre esdeveniment important va ser quan el robot va començar a caminar. Li van posar un parell de cames lletges i mecàniques que produeixen un moviment molt antinatural. Va fer els seus primers passos al CES 2018, la fira anual de la tecnologia que té lloc a Las Vegas. Per aconseguir que caminés, es van associar amb Rainbow Robotics and Drones i amb Autonomus Systems Lab, per tal d'integrar a Sophia en un cos DRC-HUBO, que serà l'encarregat de donar-li la capacitat de caminar. La possibilitat que Sophia pugui caminar, complementa la seva forma física i l'ajuda a accedir a tota la gamma d'experiències humanes. Amb les seves noves cames, la Sophia mesura més o menys 1,80 m. amb això, Sophia passa a fer història, considerant-se el primer robot humanoide en tenir cames.
Sophia també està al món de les xarxes socials. El seu comte de Twitter és: @RealSophiaRobot i ara com ara (finals de 2021) té més de 134.400 seguidors. El seu comte d'Instagram és @RealSophiaRobot i avui dia compta amb més de 162.000 seguidors i unes 519 publicacions. A través de les seves xarxes socials contesta preguntes dels seus seguidors, penja publicacions d'esdeveniments als quals assisteix, de llocs on viatja.

### Covid-19
Amb l'arribada de la pandèmia, declarada oficialment l'onze de març de 2020, causada pel virus Covid-19, David Hanson, creador de Sophia, decidí començar una producció de Sophies massiva. El seu propòsit per 2021 era fabricar-ne milers. Amb això volia ajudar les persones que, aïllades pel confinament, se senten soles o necessiten ajuda. Segons explica Hanson, Sophia és capaç de realitzar algunes tasques senzilles que serien molt útils durant aquesta situació, com prendre la temperatura. A més, explica que el seu aspecte humanoide, les seves expressions facials i la seva capacitat d'interactuar poden ajudar a les persones a sentir-se menys soles, a mantenir la calidesa humana, però mantenint-les, alhora, segures.

## Resposta de la comunitat científica

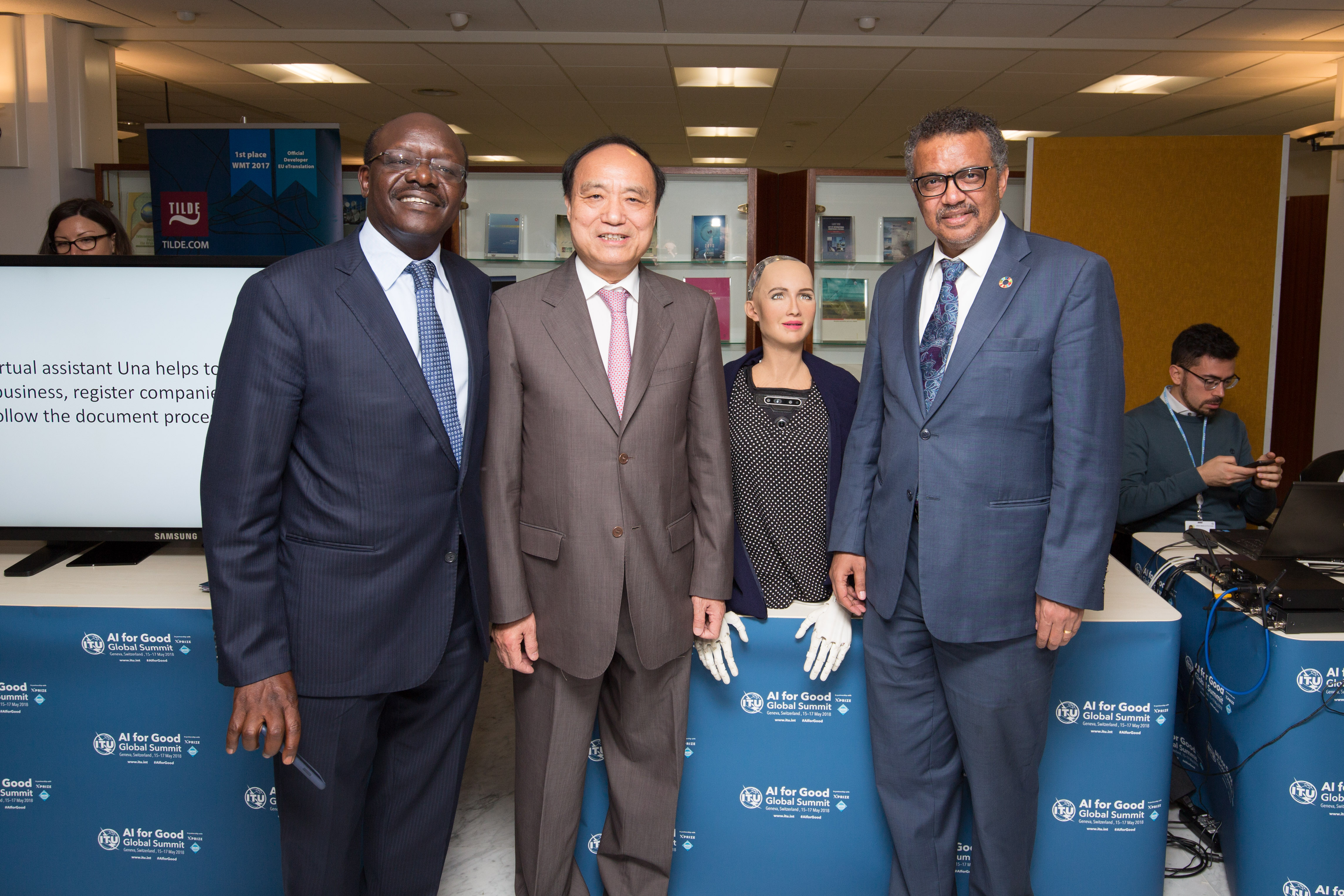
Sophia amb diverses autoritats de les Nacions Unides (Mukhisa Kituyi, Houlin Zhao i Tedros Adhanom Ghebreyesus) el 2018

Els experts que han pogut analitzar el codi font de Sophia, afirmen que la millor descripció del robot és un robot conversacional amb cara. Alguns afirmen que el seu èxit es troba en tots els components humans dels quals disposa i que treballen junts a la vegada, ja que altres desenvolupadors han creat algunes d'aquestes parts amb un millor resultat, però de forma aïllada. Tot i això, la comunitat científica no està massa emocionada amb Sophia, argumentant que es tracta més de la il·lusió de la gent que intel·ligència en si, desacreditant a Sophia com una fita emblemàtica en el camp de la IA. Goertzel, cap científic de Hanson Robotics, afirma que el seu robot encara no es troba en el punt de tenir una intel·ligència artificial forta (AGI), tanmateix es mostra optimista en arribar-hi en la dècada vinent. En la seva defensa, afegeix que gran part de la comunitat científica es troba molesta per la presentació i el mèrit que se li està donant a Sophia, però que ho haurien de veure com un benefici, ja que l'atenció que rep es transforma en finançament per seguir avançant en el projecte i en la IA.